# Кајуци-Сат (Бакау)
Кајуци-Сат (рум. Căiuţi-Sat) насеље је у Румунији у округу Бакау. Oпштина се налази на надморској висини од 166 m.

## Становништво
Према подацима из 2011. године у насељу је живело 5357 становника.